# علي طه النوباني
علي طه النوباني هوَ شاعر وقاص وروائي من الأردن من مواليد جرش عام 1968، وهو عضو رابطة الكتاب الأردنيين ، ورئيس فرع رابطة الكتاب الأردنيين في جرش

## مؤلفاته
- جنازة  حمورابي الأخيرة، ديوان شـعر، عن دار قدسـية للنشـر والتوزيـع، اربد 1993م .[3]
- دورة تشرين، ديوان شعر، بدعم من وزارة الثقافة، مطبعة كنعان، اربد، 1997م .[1][3]
- الدرب والحكايات، ديوان شعر، بدعم من أمانة عمان الكبرى، عن دار الكرمل للنشر والتوزيع، عمان، 2001م . [3][1]
- جامعو الدوائر الصفراء، قصص بدعم من وزارة الثقافة، عن دار أزمنة للنشر والتوزيع، عمان 2004م.[1][3]
- شارع آخر، ديوان شعر، بدعم من وزارة الثقافة، عن دار ورد للنشر والتوزيع.2009م.[1][3]
- ملح إنجليزي، قصص، منشورات وزارة الثقافة ضمن جرش مدينة الثقافة الأردنية، 2015م. [4][5]
- دموع فينيس، رواية، عن دار البيروني للنشر والتوزيع، عمان، الأردن، 2017م.[6]
- عندما نقمت علينا الريح، منشورات وزارة الثقافة ضمن المفرق مدينة الثقافة الأردنية، 2017.[7]
- الأعمال الشعرية الكاملة حتى عام 2018، صدر عن المؤلف عام 2019.[8][9][10]